# Жабікув (Лодзинське воєводство)
Жабікув (пол. Żabików) — село в Польщі, у гміні Жихлін Кутновського повіту Лодзинського воєводства.
Населення — 85 осіб (2011).
У 1975-1998 роках село належало до Плоцького воєводства.

## Демографія
Демографічна структура станом на 31 березня 2011 року:
|          | Загалом | Допрацездатний вік | Працездатний вік | Постпрацездатний вік |
| -------- | ------- | ------------------ | ---------------- | -------------------- |
| Чоловіки | 43      | 4                  | 34               | 5                    |
| Жінки    | 42      | 8                  | 27               | 7                    |
| Разом    | 85      | 12                 | 61               | 12                   |